# Dina Kawar
Dina Kawar, née le 8 décembre 1962 à Amman (Jordanie), est une diplomate jordanienne. Francophone et anglophone, formée dans plusieurs universités américaines, elle est ambassadrice de Jordanie en France de 2001 à 2013, représentant également aussi son pays à l'UNESCO, auprès du Saint-Siège et du Portugal. Elle est ensuite représentante permanente de la Jordanie à l'ONU de 2014 à 2016 puis ambassadrice de Jordanie aux États-Unis depuis juin 2016.

## Biographie
Après avoir obtenu en 1983 un bachelor en relations internationales au Mills College d'Oakland, en Californie, elle poursuit ses études à l'université Columbia. Elle y obtient un master en affaires internationales, spécialisé sur le Moyen-Orient, en 1985. Dès cette date, elle intègre le bureau du prince El Hassan, frère du roi Hussein de Jordanie, en tant que chercheuse et responsable des relations avec la presse. Parallèlement, elle suit les cours du Centre d'affaires internationales de l'université Harvard entre 1987 et 1988.
C'est en 1991 qu'elle arrive en France en tant que responsable du bureau de Paris du prince El Hassan, avec pour mission de mettre en place un réseau dans les secteurs économique, politique et médiatique. À partir de 2000, elle est responsable du bureau privé du roi Abdallah II de Jordanie, puis devient l'année suivante ambassadrice à Paris du royaume hachémite de Jordanie. Elle représente aussi son pays à l'UNESCO, auprès du Saint-Siège depuis 2002 et au Portugal depuis 2005.
Elle est à l'origine du prix du roman arabe, dont l'un des objectifs est de consolider le dialogue interculturel entre le monde arabe et la France. Depuis 2008, ce prix attribué par le Conseil des ambassadeurs arabes en France se distingue par son identité spécifique : il cible les œuvres traduites ou écrites directement en français, afin de faire découvrir au public francophone la créativité des littératures arabes.
En janvier 2013, son départ est annoncé. En 2014, elle devient représentante permanente de la Jordanie à l'ONU, fonction qu'elle occupe jusqu'en 2016 pour ensuite devenir ambassadrice de Jordanie aux États-Unis.

## Décoration
- Ordre de l'Indépendance  - 1er degré (Jordanie) en 2003.
- Dame grand-croix de l'ordre de Saint-Grégoire-le-Grand en 2004.
- Grand-croix de l’ordre de l’Infant Dom Henrique (Portugal) en avril 2009.